# She'z
She'z (Hangul: 쉬즈) fue un grupo femenino surcoreano formado en el 2012 por la discográfica Line Entertainment. El grupo consiste en Lee Jin-ah, Lee Tae-yeon, Kim Se-yeon y Kim Ji-young. Su debut oficial se produjo el 17 de mayo de ese año con la canción "My Way" (내 맘대로).

## Historia

### Predebut
El grupo ya ha llamado la atención del público debido a sus conexiones con personalidades famosas. Ellas han sido estrechamente conocidas por numerosos MCs y comediantes como Ji Suk Jin, Moon Hee Jun y así sucesivamente, a través de su agencia, Line Entertainment. También obtuvieron atención después de que su empresa señalara que todos los miembros eran capaces de cantar y actuar en el nivel de vocalistas en otros grupos de ídolos, eso permitió a She'z para experimentar con varios géneros musicales diferentes.
Jinah y Taeyeon fueron nombradas como MCs con Shin Dong Yup incluso antes de su debut oficial. Se confirmaron como MCs para el show de variedad Miracle en 7th Street. del canal Q. El programa fue transmitido en mediados de mayo, justo cuando el grupo había debutado.
Taeyeon, en el año de 2012, también apareció en una pista por Lee Hyunwook.

### 2012: Debut
El vídeo musical del grupo "My Way (내 맘대로)" fue publicado en su canal oficial de Youtube el 17 de mayo de 2012. También debutaron en M! Countdown el mismo día. El grupo promocionó su canción en varios programas musicales. También se colocó de #140 a #87 en Gaon Chart. Su primer sencillo fue titulado "She'z Holic".
She'z también colaboró con la banda sonora de Aroma de Mujer con la canción titulada "Better Tomorrow".
El 25 de junio de 2012, lanzan su primer EP titulado Night and Day (낮과밤).

### 2014: Disolución
En 2014, el contrato de las integrantes expiró y, por tanto, el grupo se disolvió.

## Integrantes
| Miembros     | Miembros | Nombre de Nacimiento | Nombre de Nacimiento | Fecha de Nacimiento               | Posición                                |
| Romanización | Hangul   | Romanización         | Hangul               | Fecha de Nacimiento               | Posición                                |
| ------------ | -------- | -------------------- | -------------------- | --------------------------------- | --------------------------------------- |
| Jinah        | 진아     | Lee Jin-ah           | 이진아               | 10 de octubre de 1989 (35 años)   | Líder, vocalista y bailarina            |
| Taeyeon      | 태연     | Lee Tae-yeon         | 이태연               | 17 de marzo de 1990 (35 años)     | Vocalista principal y bailarina         |
| Seyeon       | 세연     | Kim Se-yeon          | 김세연               | 23 de diciembre de 1991 (33 años) | Vocalista, rapera y bailarina           |
| Jiyoung      | 지영     | Kim Ji-young         | 김지영               | 24 de mayo de 1993 (31 años)      | Maknae, vocalista y bailarina principal |

## Discografía

### Sencillos
- 2012: She'z Holic (1st Single)
- 2012: Love > Sick (2nd Single)
- 2013: Why Am I Like This? (3rd Digital Single)
- 2013: Sick
- 2014: The Song The Wind Sings (4th Digital Single)

### EP
- 2012: Night and Day (1st EP)

### Pistas promovidas
- 2012: My Way
- 2012: Night&Day
- 2012: UU

### Contribuciones en bandas sonoras
- 2012: "Better Tomorrow" – Aroma de Mujer OST